# Museum for papirkunst
Museum for Papirkunst er et museum beliggende i Hune ved Blokhus og Nordens eneste museum udelukkende med det formål at vise papirkunst. Museet udstiller forskellige typer kunst herunder psaligrafisk kunst, unika med udgangspunkt i papir, papirobjekter og kunst, som på anden vis inddrager papir. Museet er etableret af den anerkendte psaligraf og papirkunstner Karen Bit Vejle og har til formål at udbrede viden om og interesse for psaligrafi og papirkunst blandt den bredere befolkning. Museet rummer dels en fast udstilling, dels skiftende udstillinger. 
Museet åbnede den 23. marts 2018.

## Fast udstilling
Museets faste udstilling viser et bredt udvalg af papirkunstværker skabt af Bit Vejle og hendes saks gennem hendes levetid. I kerneudstillingen bliver værkerne præsenteret og vist frem i samspil med en ganske speciel belysning specifikt designet til udstillingen og disse værker. Endvidere gennemfører museet en månedlig slow art belysning, hvor kerneudstillingen kan opleves i unikke rammer og hvor fordybelsen og kontemplationen er i centrum.         

## Særudstillinger
Udover den faste udstilling præsenterer museet nye særudstillinger halv- eller helårligt, der alle har temaer med forbindelse til papirmaterialet. Disse særudstillinger har til formål at præsentere publikum for kunstnere, designere og andre med forskellige tilgange til papirmaterialet. 

## Faciliteter
Museet har desuden en café og at papirværksted, hvor børn og voksne kan føle sig inspireret og selv kan prøve at klippe under kyndig vejledning.  